# Кристалка (посёлок)
Кристалка — посёлок в Красногвардейском районе Оренбургской области. Административный центр Дмитриевского сельсовета.

## География
Село находится в северо-западной части региона, в пределах возвышенности Общий Сырт, в степной зоне, на берегах реки Кристалка на расстоянии примерно 16 километров по прямой на север от районного центра села Плешаново.

### Климат
Климат характеризуется как резко континентальный с продолжительной морозной зимой и относительно коротким жарким сухим летом. Средняя температура воздуха самого тёплого месяца (июля) — +21 °C; самого холодного (января) — −15 °C. Продолжительность безморозного периода составляет 130 дней. Среднегодовое количество атмосферных осадков составляет 320 мм, из которых 228 мм выпадает в тёплый период. Снежный покров держится в течение 145—150 дней.

## Население
Население составляло 532 человек в 2002 году (русские 61 %), 442 по переписи 2010 года.